# St. Jakobus der Ältere (Ścinawka Dolna)

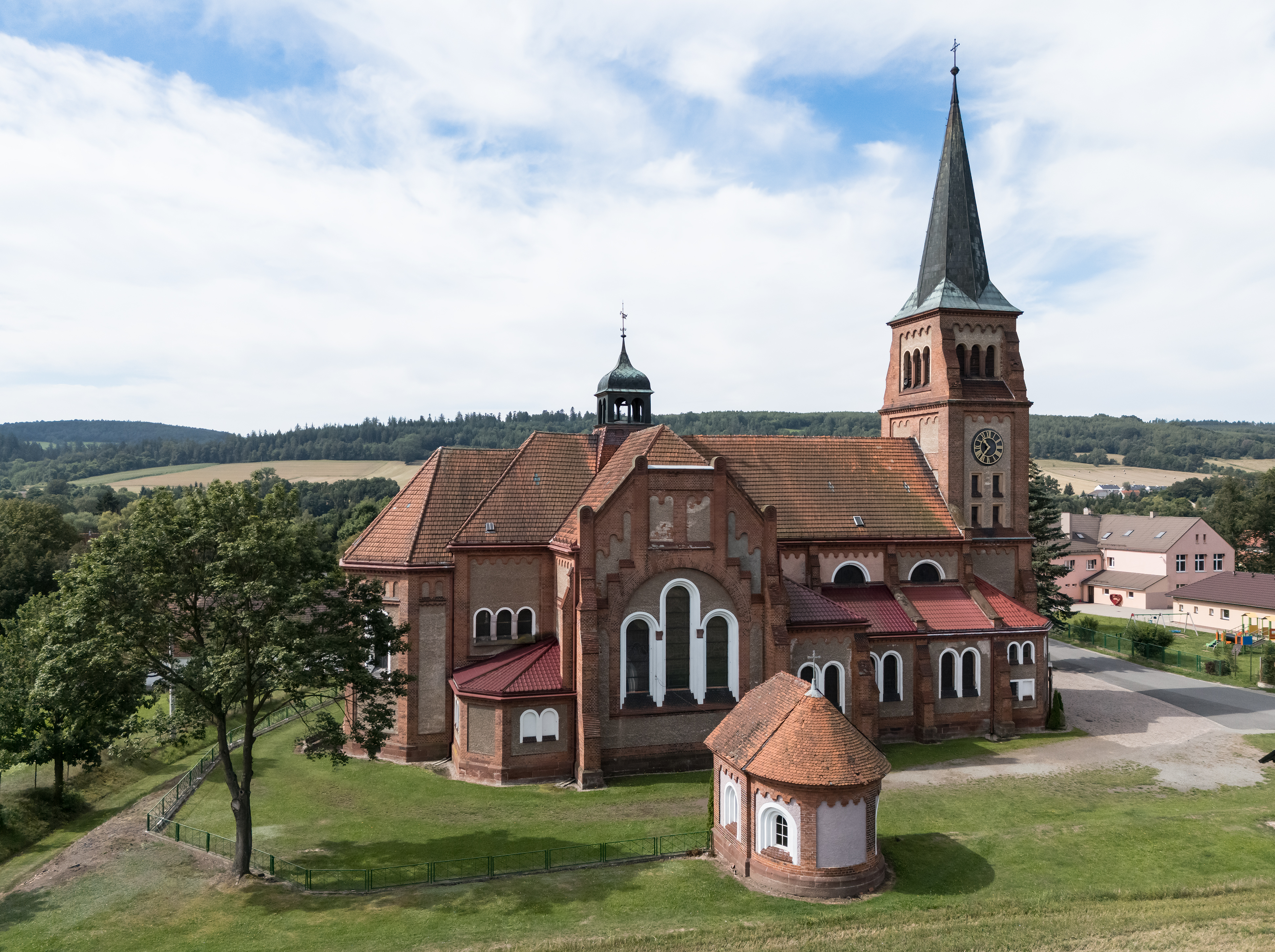
St. Jakobus der Ältere

St. Jakobus der Ältere (polnisch Kościół św. Jakuba Apostoła) ist die römisch-katholische Pfarrkirche von Ścinawka Dolna (deutsch Niedersteine) im Powiat Kłodzki der Woiwodschaft Niederschlesien in Polen. Vor 1945 lag die Kirche im Landkreis Glatz in der historischen Grafschaft Glatz.

## Geschichte
Die dem hl. Jakobus dem Älteren geweihte spätgotische Kirche wurde 1350 erstmals erwähnt. Bis 1530 wurde sie in Stein aufgeführt. Mit der Reformation wurde sie lutherisch und nach der Gegenreformation 1623 wieder an die Katholiken zurückgegeben. Die von Gisbert von Hemm und seiner Gemahlin Eva Stillfried-Rattonitz 1663 gestiftete Glocke lieferte Martin Schreter aus Náchod.
Nachdem die Kirche wegen Zunahme der Dorfbewohner zu klein geworden und die Kirche zudem durch häufige Hochwasser der Steine geschädigt worden war, wurde zunächst das Langhaus abgetragen. Erhalten blieb vom Ursprungsbau der geschlossene Chor mit Kreuzrippengewölbe.
Neben dem erhaltenen Chor wurde 1900–1903 der Neubau einer neuromanischen Basilika nach Entwurf des Magnis'schen Hofarchitekten Ewald Berger errichtet. Wandmalereien, Altäre und Kanzel entwarf der aus Schlaney stammende Münchner Architekt Joseph Elsner. Die Glasfenster wurden vom Münchner Glasmaler Franz Xaver Zettler geschaffen; das lebensgroße Kruzifix wurde aus Oberammergau geliefert.
- Unterhalb der Kirche steht in einem Garten der Rest des stehengebliebenen spätgotischen Chores, der an der Westseite mit einem Treppengiebel abschließt.